# Ігор Джамбазов
Ігор Джамбазов (нар. 15 липня 1963, Скоп'є, нині Північна Македонія) — македонський актор, шоумен, телеведучий, музикант, письменник, режисер музичних кліпів та автор пісень.
У 2014 році переїхав у село Слепче, Демір Гісар.

## Акторська кар'єра
Ігор Джамбазов народився 15 липня 1963 року в Скоп'є в родині композитора Александра Дзамбазова та акторки Анси Дзамбазоваої, і є племінником видатного актора Петра Прлічко. Ігор Дзамбазов почав зніматись, як актор, у віці шести років, коли знявся у фільмі «Македонська частина пекла» режисера Ватрослава Міміці. У дитинстві, у підлітковому віці, аж до навчання до Академії драматичного мистецтва, він був присутнім у різних шоу та серіях. Важливу роль у цей період відіграє роль Трейса у фільмі за однойменною книгою «Чарівний Самвел» Ванчо Ніколеського. Він зіграв головну роль у фільмі разом з легендарним актором Рісто Шишковим.
Закінчивши Академію драматичного мистецтва, Ігор Джамбазов працював у Драматичному театрі, а згодом перейшов до Національного театру Македонії (МНТ). Деякий час він мав можливість виступати в МНТ, поки його мати Анце Джамбазова та його дід Петре Прличко ще виступали на сцені. У 1996 році він знявся у фільмі Майкла Велтерботта «Ласкаво просимо до Сараєво». Він був знятий у Сараєво під час війни, потім у Спліті та протягом двох тижнів у Лондоні. Його роль відноситься до десятки важливих персонажів. У фільмі знялися Вуді Харрельсон, Маріса Томей, Горан Вішник, Стівен Діллон та інші. Прем'єра була в Каннах .
Через деякий час він перестає виступати в Македонському національному театрі, але в 2016 році повертається на сцену з п'єсою «Гра в шлюбі» режисера Тоні Михайловського і написаною Едвардом Олбі. У ньому Весна Петрусевська та Ігор Джамбазов грають головних героїв, подружжя Джилліан та Джека. У 2017 році він знову грає головного героя Мішеля Радінського у «Промові манни» режисера Драгани Мілошевської-Попової за текстом відомого сербського режисера театру та кіно Горана Марковича.

### Фільмографія
- Преспав, 2017, 2024
- Наша мала клініка (телесеріал), 2009 рік
- Ніч перед святим Василієм, 2001 рік
- До побачення, 20 століття, 1998 рік
- Ласкаво просимо до Сараєво, 1997 рік
- Македонія Кан (телесеріал), 1991 рік
- Вихідні дні мертвих (телесеріал), 1988 рік
- Дівчата Марко (телесеріал), 1987 рік
- Школа клоунів (телесеріал), 1987 рік
- Зірки 42-го, 1987 року
- Климент Охридський, 1986 рік
- Сонце на долоні (телесеріал), 1986 рік
- Час летального періоду, 1982 рік
- Учитель, 1980
- Чарівний самарянин (телесеріал), 1975 рік
- Македонська частина пекла, 1971 рік

## Музична кар'єра

### Початок
У віці 12 років Ігор Джамбазов створив свою першу групу ВОС у 1975 році та активно грав з нею у гаражах та атомних сховищах Скоп'є. Артистична атмосфера родини Джамбазових у якій зростав Ігор, дуже рано перенесла його у світ музики.
Пісні, автором яких був Ігор Джамбазов, були записані в студії Тосе Попа Симонова.
Ігор відзначив 1992 рік хіт-спектаклями Джіа Сі та Грев або Спрітцер (продюсер Драматичного театру — Скоп'є), ведучими на Скопському радіо KMR Sky (де він встановив рекорд у цілодобовій безперервній програмі) та літньому міні-турі з Борою Форбою, які проходили на дискотеках у Македонії.
Домашні музичні фестивалі на початку дев'яностих були викликом для Джамбазова. «Љубов запеј ни» — це була музика, з якою він виступав на фестивалі Makfest, разом з сестрами Танею і Лідія Kocovski, а також Джон Еліас Apelgrin.
Після дебютного виступу на фестивалі у 1992 році він створив ностальгічний Плачевий час, який отримав другу нагороду глядачів, і в ейфорійному настрої вручив статуетку (у формі кільця) президенту Македонії Кіро Глигорову на фестивалі в Штипі.
У змаганні з 20 артистами з Битоли у фіналі Ігор Дзамбазов виступив на Інтерфесті Битоля 1994 року та зайняв шосте місце, випустивши свій перший сольний альбом того року, який претензійно називався Gritst Hits.

### Розвиток
Записи тривали в студії ROSS, створеній Робертом Саздовим, разом з Дарко Міджалковським, який робив програми та організовував роботу. Автором восьми текстів став Ігор (крім Играј, народе која всушност е, яка насправді є переробкою хіта Dancing in the street («Танці на вулиці») з репертуару Міка Джаггера та Девіда Бові).
В цей час він зустрічається з Раде Сербедзія, який організував дует «Ігор» з антивоєнною піснею Why We Don't Hang Out, яка увійшла до четвертого альбому Сербії Зошто ние да не се дружиме («Забудьте»), який був офіційно випущений у США. Дохід від його продажу пішов на допомогу переміщеним дітям з регіонів СФРЮ.
Спільний проект з Владо Яневським залишився відзначений у кар'єрі Ігоря Джамбазова. А саме вони, для звукозаписної книги «Сенатор», видали єдину домашню касету з чотирма темами: дві на Владо, дві на Ігоря. Пісні Ігоря побачили світ світла: Данке, мајне либе и Кољо шо го викаат Поп, і пісні Владо… в оповіданні Владо.
Період з 1995 по 1996 роки Ігор запам'ятався утриманням від музики, хоча цей період також відзначений співпрацею з Венко Серафімович, з його піснею Скопје, Сарај, Матка… и обратно. Потім він успішно запустив шоу «Вітальня» на телебаченні Sitel, а також вікторину на Chandar TV.
Роль у лотореї Бінго (державна лотерея Македонії) здобула йому величезну популярність і повернула його у світ музики. Нові концерти 1998 року стали приводом для останніх проектів Джамбазова. Того ж року було випущено альбом: Ігор та Френсіс — Life From Universal Hall, з концерту, який відбувся 18 лютого 1998 року. Під час найжорстокіших бомбардувань НАТО над Югославією (березень 1999 р.). Ігор з найбільшими зірками македонської поп-музики (Панкі, Тіана, Ребекка, Нокаут, Венко Серафімов, Мая Гроздановська, Магія)…) в студії Enterprice Валентина Скендеровського виконали хіт Иглс («Орли»), Хотел Калифорнија («Готель Каліфорнія») — у його версії Готель Македонія.

### 2000-ті роки
Ігор Джамбазов у 2001 році почав працювати над піснею Ребекки Нешто убаво (Щось приємне), «Брейк (У гостях»), зі створеним кліпом «Площа» та нарешті Ова не е блузЦ (е не блюз,) випущений під егідою Avalon Production, як їх десятий випуск. На компакт-диску (приблизно з0 хвилин) було розміщено дванадцять пісень, які представляють Ігоря Джамбазова в найкращому та найкреативнішому світлі.
Завдяки видатним мистецьким та сценічним виступам Ігор Джамбазов тричі був номінований на призи «Найпопулярніша телевізійна особа року», двічі на — «Артист року» та 6 разів на «Ведучого року», а випадково отримав неофіційне звання — «Македонський шоумен».
Ігор продовжує свою музичну діяльність у XXI столітті. Відвідує концерт популярного македонського гурту Nokaut під назвою «Nokaut Unplugged», який відбувся 2 листопада 2007 року в Македонській опери та балету у Скоп'є. Концерт добре був сприйнятий глядачами, пожвавивши музичну діяльність Ігоря, представляючи його новому поколінню шанувальників. Він знову відвідує концерт Nokaut Unplugged Band Nokaut 28 грудня 2011 року на столичній Арені, Скоп'є.
Музичний ренесанс Ігоря завершився великим мультимедійним шоу, яке відзначало його 50-річчя та 40-ту річницю телевізійної кар'єри, 30 років з часу його першої професійної театральної ролі, а також 20 років з часу його першого альбому та співпраці з його другом Ігорем Атанасовським — Phare. Концерт, організований Gorilla Production, відбувся 1 листопада 2013 року у великій залі спортивного комплексу імені Бориса Трайковського та тривав майже три години. У ньому взяли участь багато співавторів та колег Ігоря, такі як македонські співаки Каліопі, Тамара Тодевська та Єлена Рістеська, співачка Влатко Ілієвскі, Пере та Френсіс із гурту «Нокаут» та Хор «Золотий раб» під егідою Александра Джамбазова.
Тим часом Ігор продовжує роботу як автор пісень, з текстами для хіта Тамари Тодевської «Тажна љубов, среќна песна» («Сумне кохання, щаслива пісня»), що вийшов у 2014 році. Наступного року він також зробив свій внесок у другий альбом Тамари «Еден Ден» («Один день») із текстами для «Top Is The Bottom».
У 2016 році у 19-му випуску «Златна бубамара на популарноста» («Золотої корівки популярності») Ігор отримав Золоту корівку за тривалу цінність та виконав популярну пісню Френка Сінатри Мy Way ("Мій шлях).

## Письменницька кар'єра
- Це я
- Гола людина
- Довідник анти-алкоголіків
- Історії з Македонії
- Одягнений чоловік
- Мертва людина
- Діши глибока вулиця

У 2013 році видавництво «Три» випускає нові видання своїх книг «Гола людина» (спочатку вийшла у 2005 р.) та «Довідник антиалкоголіків» (спочатку вийшла у 2011 році), а також постійне видавництво для всіх подальших творів Ігоря, починаючи з «Історій з Македонії». На відміну від його перших автобіографічних творів, «Історії з Македонії» — це роман, написаний з точки зору його кота Емілія Джамбазової Бавчанської.
Наступна книга Ігоря Джамбазова «Людина в одязі» була презентована 15 грудня 2014 року в кафе «Форза» в Скоп'є, видана видавництвом " Три ". Книга має 250 сторінок і містить десять історій. Промоція роману «Мертва людина» відбулася 12 квітня 2016 року на Книжковому ярмарку.
«Вулиця глибоко вниз» — це збірка найвідоміших пісень, написаних чи виконаних Ігорем Джамбазовим. Окрім пам'ятної блюзової лірики, є розважальні описи натхнення та процесу їх виникнення, а також соціальні (не) випадки, інтимні зізнання та всі його (не) дурниці та вади. Презентація відбулась 27 грудня 2017 року в ресторані Vip base.